# くらしのカレンダー
『くらしのカレンダー』は、NHKラジオ第1放送で1978年11月24日から1984年3月30日まで放送されていた主婦向けの情報番組である。

## 放送時間
- 毎週月曜日～金曜日 9:15 - 11:55
- 毎週土曜日 10:05 - 11:55

## 概要
前身は『みんなの茶の間』。

## タイムテーブル
- 9:58 天気予報
- 10:00 NHKニュース・株式市場から
- 10:15 マイクのひとくち英会話（1982年4月～）：講師 マイク・マクサマック
- 10:58 天気予報
- 11:00 NHKニュース
- 11:30 私の本棚